# Fontanelle (Instrumentenbau)
Im Instrumentenbau versteht man unter einer Fontanelle eine Form der Klappenabdeckung an historischen Holzblasinstrumenten der Renaissance und deren Repliken heutiger Zeit.
Sie findet sich zum Beispiel an Pommern oder Renaissance-Blockflöten tieferer Lage, welche mit einer oder mehreren Klappen versehen sind. Ihrem Zweck liegen wahrscheinlich zwei Motive zu Grunde.

## Optik
An erhaltenen Instrumenten, welche heute in Museen zu finden sind, kann man sehr gut die damalige Fertigungsweise der Klappen am Instrument nachvollziehen. Fast allen gemein ist ihre klare Funktionalität, jedoch mangelt es vielen an Schönheit. Unklar ist, ob die Optik vernachlässigt wurde, weil eine Fontanelle darüber kam, oder eine Fontanelle gebaut wurde, um die hässliche Klappe zu verdecken. Am handwerklichen Geschick sollte es nicht gescheitert sein, eine schöne Klappe zu bauen.

## Schutz
Das wahrscheinlichste Motiv ist der Klappenschutz. Klappen waren zu jener Zeit sehr teuer und nur von wenigen zu fertigen. In der Renaissance besaßen die Musiker selten feste Koffer oder Etuis, um ihre Instrumente adäquat zu schützen. Oftmals wurde das Instrument einfach in ein Tuch gewickelt oder einen Beutel gesteckt. Um ein Verhaken und Abbrechen der teuren Klappe zu vermeiden, wurde bei vielen Instrumenten die Fontanelle angebracht.